# Казыр
Казы́р (хак., тув.— «злой», «свирепый») — река в Красноярском крае и Иркутской области России. При слиянии с рекой Амыл образует реку Тубу (бассейн Енисея). Другое название — Боло.
Длина реки — 388 км. Площадь водосборного бассейна — 20 900 км². Берёт начало и протекает в пределах Восточного Саяна и его отрогов. Долина большей частью узкая, много порогов (Базыбайский, Верхний Китатский, Убинский). Ниже впадения реки Кизир долина расширяется, русло разбивается на многочисленные протоки. Среднегодовой расход воды в 40 км от устья — 317 м³/с.

## Название
Название происходит от хакасского «хазыр» — бурный, грозный.

## Населённые пункты
(от слияния с Амылом к истоку)
Нижние Куряты, Таяты, Малиновка, Тюхтят, Петропавловка, Черемшанка, Гуляевка, Жаровск, Казыр.

## Гидрология
Питание снеговое и дождевое. Замерзает в период с конца октября — первой половины ноября, вскрывается во второй половине апреля — начале мая.

## Описание в литературе
В своей книге «Мы идём по Восточному Саяну» известный писатель-геодезист Григорий Анисимович Федосеев писал:
Оказалось не так просто перебрести Казыр. Страшно смотреть, как скачет он по крутым валунам, сжимаясь в узких берегах и низвергая всё, что попытается помериться с ним силой. Удивительно, как не надоедает ему сокрушительный бег, рёв и вечная злоба! Пришлось сесть на лошадей и, рискуя быть сбитым, переезжать реку.

## Факты из истории
Долгое время река считалась самой сложной для сплава в центральной части Саян.
В 1903 году при переправе через реку погиб русский исследователь и путешественник, подполковник Генерального штаба, Верещагин Илья Иванович.
В ноябре 1942 года при трассировке железнодорожной ветки Абакан-Тайшет погибла изыскательская группа Кошурникова — сам Кошурников, Алексей Журавлев и Константин Стофато.
В 1957 году во время съёмок фильма «В горах Саянских» киноэкспедицией «Центрнаучфильма» при прохождении Базыбайского порога погиб кинооператор Анатолий Тимченко. Руководитель экспедиции Н. Л. Прозоровский позднее писал:
Мы до сих пор не знаем истинной причины гибели Толи. Может быть, его ударило о камень? Может, свела судорога от долгого пребывания в холодной воде или не выдержало сердце? Когда я теперь стараюсь осмыслить, как мы могли потерять Толю, многое становится понятным. Трагическое событие могло бы не произойти, если бы не целый ряд маленьких, на первый взгляд совершенно незначительных, ошибок. Самоуверенность, пренебрежение опасностью, ненужная лихость — не лучшие свойства характера в трудном походе. У нас были спасательные жилеты, которые мы так ни разу и не надели. Они валялись под ногами на плоту, мешая работать. И наконец, разве мы не принимали мудрого решения спустить плот без людей, а не идти на нём? Если бы, если бы… Если бы мы были немного опытнее и осторожнее!

## Данные водного реестра
По данным государственного водного реестра России относится к Енисейскому бассейновому округу, водохозяйственный участок реки — Енисей от впадения реки Абакан до Красноярского гидроузла, речной подбассейн реки — Енисей между слиянием Большого и Малого Енисея и впадением Ангары. Речной бассейн реки — Енисей.

## Основные притоки
(расстояние от устья)
- 19 км: река Кизир (пр, крупнейший)
- 65 км: река Можарка (Тагосук) (пр)
- 72 км: река Тюхтяты (пр)
- 105 км: река Табрат (Тайменка) (пр)
- 200 км: река Рыбная (лв)
- 202 км: река Базыбай (пр)